# 마이클 위너

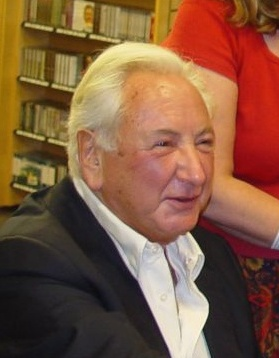
마이클 위너

마이클 위너(Michael Winner, 1935년 10월 30일 ~ 2013년 1월 21일)은 잉글랜드의 영화 감독이다.